# Currie Cup (waterpolo)
La Currie Cup es una competición de waterpolo masculino entre clubes sudafricanos que se celebra en Sudáfrica. La primera competición tuvo lugar en 1900.

## Historia
En enero de 1900 se funda la South African Amateur Swimming Union y tras ello lo hacen los campeonatos de natación y waterpolo, que ese año tendrían lugar en el Western Province Swimming Union, en los baños Claremont, junto a Cape Town. El campeonato de Sudáfrica de waterpolo se llamaría durante muchos años Currie Cup, ya que el trofeo fue donado por la Union Castle shipping line, cuyo propietario era Sir Donald Currie. El trofeo había sido donado el año anterior a comenzar la Currie Cup y en aquella ocasión ganó el equipo Suburban Club.

## Palmarés
Estos son los ganadores de la copa:
- 1952: Southern Transvaal[3]

...
- 1914: Transvaal
- 1913: Natal
- 1912:
- 1911:
- 1910: Transvaal
- 1909: Natal
- 1908:
- 1906: Western Province
- 1904: Western Province
- 1902: Western Province
- 1901: Western Province
- 1900: Western Province